# Rob Schneiderman
Rob Schneiderman (Boston, 21 juni 1957) is een Amerikaanse jazzpianist, componist, arrangeur en hoogleraar.

## Biografie
Rob Schneiderman groeide op in Californië. Zijn muziekcarrière begon in San Diego, waar hij muzikanten als Eddie Harris, Sonny Stitt, Harold Land en Charles McPherson begeleidde. In 1982 verhuisde hij naar New York, waar hij speelde in de bands van J.J. Johnson, Chet Baker, James Moody, Art Farmer, Clifford Jordan, George Coleman, Jimmy Heath, Claudio Roditi en Slide Hampton.
In samenwerking met Hampton ontstond in januari 1988 Schneidermans eerste album New Outlook onder zijn eigen naam voor Reservoir Music, waaraan Rufus Reid en Akira Tana meewerkten. Verdere begeleidingsmuzikanten bij zijn albums waren onder andere Billy Higgins, Brian Lynch, Ralph Moore, Peter Washington, Lewis Nash, Billy Hart, Gary Smulyan en Ben Riley. Bovendien werkte hij mee als sideman bij albums van Eddie Harris, J.J. Johnson (Vivian, 1992), Fred Hersch (Last Night When We Were Young, 1994) en Akira Tana/Rufus Reid. In 2000 nam hij in trio met Ray Drummond en Winard Harper het album Edgewise op, met nieuwe versies van Budd Powell-klassiekers, In Walked Bus van Thelonious Monk en Blues in the Closet van Oscar Pettiford. In 2019 speelde hij in het kwartet van Tad Shull.
Als hoogleraar onderwees hij in de jazzgebieden van de William Paterson University en aan het Queens College in New York.

## Discografie
- 1996: Keepin' in the Groove (Reservoir Music) met Rufus Reid & Akira Tana
- 1997: Dancing in the Dark (Reservoir Music) met Brian Lynch, Gary Smulyan, Rufus Reid, Billy Hart
- 2000: Edgewise (Reservoir Music) met Ray Drummond, Winard Harper